# تاکه‌ناکا شیگه‌هارو
تاکه‌ناکا شیگه‌هارو (به ژاپنی: 竹中 重治 Takenaka Shigeharu) یا هانبی؛ (۱۵۴۴ – ۱۵۷۹) یک سامورایی در دوره سنگوکو بود که برای خاندان تویوتومی خدمت می‌کرد.
هانبی ارباب قلعه در فرماندهی قلعه بودایاما بود. او استراتژیست ارشد و مشاور تویوتومی هیده‌یوشی بود. پدر او یک سامورایی محلی تاکه‌ناکا شیگه‌موتو بود. او در ابتدا به خاندان سایتو ولایت مینو خدمت می‌کرد، اما بعداً قیام کرد و قلعه گیفو متعلق به خاندان سایتو را تصرف کر.

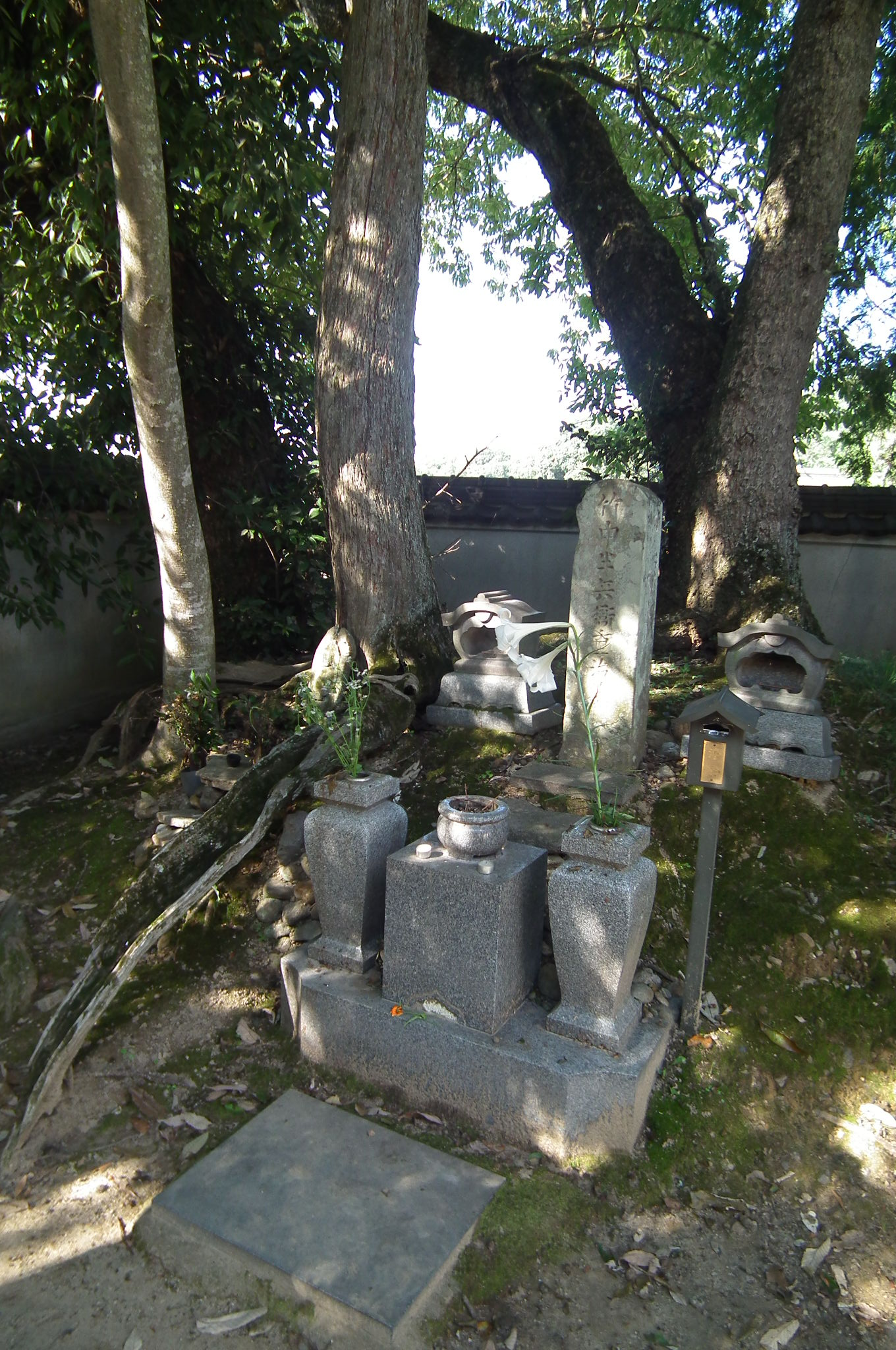